# Parlement centraméricain
 (août 2018).
Le Parlement centraméricain (PARLACEN ; en espagnol : Parlamento Centroamericano) est un forum régional visant à l'intégration des pays d’Amérique centrale. Son siège est établi à Guatemala, capitale du pays du même nom.
Il compte six États-membres : le Salvador, le Guatemala, le Honduras, le Nicaragua, le Panama et la République dominicaine, qui envoient chacun vingt députés au Parlement.
Les origines du Parlacen remontent aux années 1980, afin de contribuer à résoudre les guerres civiles du Salvador, du Guatemala et du Nicaragua.
L'idée d'une plus grande intégration d'Amérique centrale est restée, en donnant lieu à l'accord d'Esquipulas, qui entre autres aspects, a décidé de la création du Parlement d'Amérique centrale. 
Le traité constitutif du Parlement d'Amérique centrale et d'autres instances politiques a été souscrit en 1987, en effectuant sa première session solennelle le 28 octobre 1991 à Guatemala.

## Histoire
La Déclaration d'Esquipulas I, la déclaration historique promulguée le 25 mai 1986 dans la ville guatemaltèque d'Esquipulas par les présidents des États centraméricains, énonce : 

« Il est nécessaire de développer et de renforcer les efforts pour la compréhension et à la coopération avec des structures institutionnelles ce qui permettrait de renforcer le dialogue, le développement durable, la démocratie et le pluralisme en tant qu'éléments fondamentaux pour la paix dans la région et pour l'intégration centraméricaine. Ceci indique la nécessité de la fondation du Parlement centraméricain. Ses membres sont élus librement au suffrage universel direct dans le respect des principes du pluralisme politique et de la participation. »

Le traité établissant le Parlement centraméricain et d'autres institutions politiques a été signé les 8, 15 et 16 octobre 1987 par les États de Guatemala, de Salvador, de Costa Rica, de Nicaragua et du Honduras. Le 1er mai 1990, le traité n'est d'abord entré en vigueur qu'au Guatemala, au Salvador et au Honduras. Le Parlement centraméricain avec son siège principal à Guatemala, en république du Guatemala, est fondé le 28 octobre 1991.
Le Parlacen est un organe politique faisant partie du Système d'intégration centraméricain (SICA), qui est ajouté à la Charte de l'Organisation des États centraméricains (ODECA) par le protocole de Tegucigalpa, signé le 13 décembre 1999. L'objectif fondamental du SICA est la réalisation de l'intégration centraméricaine pour stabiliser la région en une région de paix, de liberté, de démocratie et de développement.

## Statut légal
Juridiquement, le Parlacen est un organe régional et permanent de représentation politique et démocratique de la SICA. Le but est de réaliser une intégration centro-américaine et de parvenir à une vie commune dans la paix, la sécurité et la prospérité sociale en Amérique centrale. Le Parlacen se base sur une démocratie représentative et participative et sur le pluralisme. 
Le Parlement centraméricain a la qualité d'une personnalité morale selon le droit international.

## Composition
Le Parlacen est composé de vingt députés de chaque État membre. Chaque titulaire d'un poste est élu avec un suppléant qui le remplace en cas d'absence. Les députés sont élus conjointement avec les députés nationaux et en conséquence ils tiennent la même durée du mandat selon les droits électoraux nationaux. Les présidents et vice-présidents des États centraméricains font également partie du Parlacen. Ils y appartiennent jusqu'à la fin de leurs mandats qui est fixée par les Constitutions nationales respectives. 
Chaque État membre élit ses députés et suppléants selon les principes nationaux d'élection. La représentation de la variété politique et idéologique, qui se retrouve dans des systèmes démocratiques pluralistes qui garantissent des élections libres, doit être prise en compte.

## Compétences et attributions
(septembre 2011).

### Compétences
- Proposer des législations en matière d'intégration
- Effectuer un contrôle démocratique de l'intégration 
- Effectuer des initiatives d’approfondissement et d'amplification de l'intégration centro-américaine

### Attributions
- L’initiation et l’orientation vers le processus d’intégration et de coopération optimale entre les pays centraméricains
- Proposition des projets de traités et de conventions à négocier entre les pays centro-américains et réflexion sur les propositions de la SICA
- Création de commissions spéciales pour évaluer les désaccords entre les États membres qui pourraient affecter l'intégration
- Encourager la consolidation du système gouvernemental démocratique, pluraliste et participatif dans les pays centraméricains
- Atteindre la pleine validité du droit international
- Reconnaissance des personnes nommées et garantie du pouvoir exécutif des institutions de la SICA
- Reconnaissance du budget des institutions de la SICA

## Organes
(septembre 2011).
Les organes du PARLACEN sont l'assemblée plénière, le bureau et le secrétariat.

### Assemblée plénière
L'Assemblée plénière est l'organe le plus haut du Parlement centraméricain. Elle est composée de tous les députés. Les commissions parlementaires et les groupes parlementaires l'assistent dans son travail. 
Les compétences de l'Assemblée plénière sont les suivantes : 
- Elle donne des conseils dans les domaines de la paix et de la sécurité de l'Amérique centrale et du développement de la région à la réunion des Présidents
- Elle élit le bureau annuellement
- Elle approuve le budget du Parlement centraméricain
- Elle donne son avis sur les rapports qui lui sont présentés par le bureau et prend des décisions sur ces rapports
- Elle élabore et autorise le règlement interne du Parlement centraméricain
- Elle forme les commissions de travail qu'elle estime nécessaires
- Elle propose des projets de conventions et de traités qui sont à négocier entre les États centraméricains et qui tiennent compte des besoins de la région
- Elle accorde quitus aux membres du bureau des commissions parlementaires permanentes

### Commissions
Les commissions parlementaires sont des instances parlementaires dont la fonction est d'effectuer des études et des recherches dans leurs domaines assignés ainsi que des études commandées par le bureau pour dresser un rapport ou une expertise. 
Les commissions parlementaires se divisent de manière suivante : 
Les commissions permanentes sont constituées selon le règlement interne. Elles travaillent sur des affaires dans les domaines qui leur ont été attribués. Elles sont composées de 12 membres au maximum, le nombre de députés par état étant limité à 2.
Actuellement, il existe 13 commissions permanentes :
- La Commission de l'agriculture, de la pêche, de l'environnement et des ressources naturelles
- La Commission du développement urbain et de la participation citoyenne
- La Commission de l'éducation, de la culture, du sport, des sciences et de la technologie
- La Commission des femmes, de l'enfance, de la jeunesse et de la famille
- La Commission de la macroéconomie et financière
- La Commission du tourisme
- La Commission des relations internationales et de la politique migratoire
- La commission de la santé, de la sécurité sociale, de la population, du travail et des syndicats
- La Commission de la paix, de la sécurité publique et des droits de l'homme
- La Commission de l'intégration, du commerce et du développement économique
- La Commission des affaires juridiques et des institutions régionales
- La Commission de la politique et des partis
- La Commission des peuples indigènes et des descendants d'Africains
- La délégation de l'EUROLAT

Les commissions extraordinaires sont créées par l'Assemblée plénière pour traiter des affaires d'une importance particulière pour le Parlement centraméricain et ses institutions et pour le processus d'intégration.
Les commissions spéciales sont des commissions créées par le bureau pour le traitement des affaires spéciales.

### Groupes parlementaires
Ils représentent les convictions politiques des députés constituant le PARLACEN qui s'organisent selon les affinités politiques de leurs partis. 
Les groupes politiques sont créés par le vote d’un statut, qui est présenté au cours de la séance plénière, pour que le bureau puisse enregistrer le groupe politique concerné. Le statut comprend les principes idéologiques, les finalités politiques, les organes de direction et le règlement du groupe politique.

### Bureau
Le bureau est l'organe qui est chargé de l'exécution des décisions prises par l'Assemblée plénière. Il s'occupe aussi de la direction administrative du PARLACEN. Le bureau peut être élargi conformément au règlement interne. 
Le bureau est élu parmi les membres (de l'assemblée plénière) sous la forme d'un organe permanent pendant un an. 
Il se compose :
- d'un président
- de cinq vice-présidents
- de six secrétaires

Le bureau prend ses décisions à la majorité qualifiée de 7 de ces membres. En cas d'égalité des voix, les voix de la présidence comptent de majorité qualifiée. La présidence est organisée selon le principe de rotation par ordre alphabétique des États membres, commençant par l'État où réside le bureau principal du PARLACEN.
L'assemblée plénière peut contester toutes les résolutions du bureau. 
Les fonctions du bureau sont les suivantes :
- Il prend connaissance et travaille sur toutes les motions du Parlement centraméricain
- Il transmet les convocations aux sessions ordinaires et extraordinaires de l'assemblée plénière du Parlement centraméricain
- Il élabore le budget, déclaré en pesos centraméricains
- Il informe chaque État membre des événements concernant celui-ci
- Il applique les résolutions du Parlement centraméricain
- Il fournit annuellement à l'assemblée plénière le rapport sur l'exercice de ses fonctions et le résultat de son administration ainsi que le rapport d'activité concernant le budget
- Il dirige et surveille le travail du Secrétariat et en nomme le personnel en tenant compte de l'égalité entre les États centraméricains
- Il travaille sur les affaires économiques et sur celles relatives à l'organisation du Parlement centraméricain
- Il soumet à l'accord de l'assemblée plénière la mise en place des mécanismes de régulation de l'ordre interne
- Il crée des commissions spéciales
- Conformément aux règlements, il remplit les postes libres résultant de l'absence d'un député
- Il convoque le député suppléant
- Il propose à l'assemblée plénière une liste de candidats relative aux nominations des experts-comptables interne et externe
- Il forme des délégations pour des missions officielles conformément au règlement interne sur l'intégration des missions spéciales du PARLACEN
- Il élabore et approuve son propre règlement interne et la répartition du travail parmi ses membres
- Il exerce d'autres fonctions qui lui sont attribuées par le traité constituant ou par d'autres normes

### Secrétariat
Le secrétariat est l'organisme techno-administratif du Parlacen et se divise en trois sections qui ont en principe les fonctions et compétences suivantes : 
Le secrétariat aux affaires parlementaires est chargé de l'exécution des décisions prises par le PARLACEN. Il fait régulièrement un rapport à l'assemblée plénière et l'assiste techniquement dans toutes ses activités. Il assiste également aux commissions. Ainsi, il assume la coordination et l'orientation des débats consultatifs des commissions. De plus, il aide – le cas échéant – le bureau élargi à élaborer le programme des sessions de l'assemblée plénière. 
Le secrétariat d'administration et des finances gère tous les sièges, directions, services et sections administratives ainsi que le personnel du Parlement centraméricain. Il veille à la gestion correcte des ressources du PARLACEN.
Le secrétariat du bureau fournit à celui-ci une aide technique dans des questions relatives aux responsabilités et aux sujets qui ont été élaborés par le bureau.

## Observateurs
Le Parlement centraméricain peut attribuer un statut d'observateur aux États, aux parlements nationaux et régionaux et aux organisations. Ceux-ci posent leur candidature afin d'obtenir le statut d'observateur et ne peuvent l'acquérir que si leurs principes et objectifs sont conformes à ceux du Parlacen.
Les observateurs participent aux activités selon les lois et les obligations fixées dans le règlement interne. Cette participation se fait sous des conditions fixées de manière détaillée par un accord spécial. 
On peut classer les observateurs de la manière suivante :
Les observateurs spéciaux sont les États de la région qui n'ont pas réussi jusqu'à présent à élire leurs députés de manière démocratique au Parlement centraméricain. Les observateurs spéciaux ont le droit de participer aux réunions du Parlement centraméricain et aux commissions. Ils ont le droit de participer au travail des députés élus dans les domaines qui leur ont été attribués, pour autant que le règlement interne ne l'interdit pas expressément.
Les observateurs permanents sont les parlements des États qui ne font pas partie de la région ainsi que des organisations internationales ayant des objectifs et principes compatibles avec ceux du Parlement centraméricain. Le Mexique, le Venezuela, Porto Rico la République de Chine (Taïwan), le Maroc jouissent de ce statut.
Les observateurs initiaux en raison de la contribution et de l'aide fournies lors de la fondation et la consolidation du Parlement centraméricain. Il s'agit du Parlement européen, du Parlement latino-américain et du Parlement andin.

## Présidents du Parlacen
| Président                                   | Période de fonction   | Pays                   |
| ------------------------------------------- | --------------------- | ---------------------- |
| Roberto Carpio Nicolle                      | Oct. 1991 – Oct. 1992 | Guatemala              |
| Ilsa Diaz Zelaya                            | Oct. 1992 – Oct. 1993 | Honduras               |
| Jose Francisco Merino Lopez                 | Oct. 1993 – Jui. 1994 | Salvador               |
| Victor Augusto Vela Mena                    | Jui. 1994 – Oct. 1994 | Guatemala              |
| Roland Valenzuela Oyuela                    | Oct. 1994 – Déc. 1995 | Honduras               |
| Raul Zaldívar Guzmán                        | Déc. 1995 – Oct. 1996 | Honduras               |
| Ernesto Lima Mena                           | Oct. 1996 – Oct. 1997 | Salvador               |
| Marco Antonio Solares Pérez                 | Oct. 1997 – Oct. 1998 | Guatemala              |
| Carlos Roberto Reina                        | Oct. 1998 – Oct. 1999 | Honduras               |
| Jose Ernesto Somarriba Sosa                 | Oct. 1999 – Oct. 2000 | Nicaragua              |
| Hugo Guiraud Gargano                        | Oct. 2000 – Oct. 2001 | Panama                 |
| Rodrigo Samayoa Rivas                       | Oct. 2001 – Oct. 2002 | Salvador               |
| Victor Augusto Vela Mena                    | Oct. 2002 – Oct. 2003 | Guatemala              |
| Mario Facussé Handal                        | Oct. 2003 – Oct. 2004 | Honduras               |
| Fabio Gadea Mantilla                        | Oct. 2004 – Oct. 2005 | Nicaragua              |
| Julio Enrique Palacios Sambrano             | Oct. 2005 – Oct. 2006 | Panama                 |
| Ciro Cruz Cepeda Pena                       | Oct. 2006 – Oct. 2007 | Salvador               |
| Julio Guillermo González Gamarra            | Oct. 2007 – Oct. 2008 | Guatemala              |
| Gloria Guadalupe Oquelí Solórzano de Macoto | Oct. 2008 – Oct. 2009 | Honduras               |
| Jacinto José Suárez Espinoza                | Oct. 2009 - Oct. 2010 | Nicaragua              |
| Dorindo Jayan Cortez Marciaga               | Oct. 2010 - Oct. 2011 | Panama                 |
| Manolo Pichardo                             | Oct. 2011 - Oct. 2012 | République dominicaine |
| Leonel Búcaro                               | Oct. 2012 - Oct. 2013 | Salvador               |
| Paula Rodríguez                             | Oct. 2013 - Oct. 2014 | Guatemala              |
| Armando Bardales                            | Oct. 2014 - Oct. 2015 | Honduras               |
| José Antonio Alvarado Correa                | Oct. 2015 - Oct. 2016 | Nicaragua              |
| Priscilla Weeden de Miró                    | Oct. 2016 - Oct. 2017 | Panama                 |
| Tony Raful Tejada                           | Oct. 2017 - Oct. 2018 | République dominicaine |
| Irma Segunda Amaya Echeverría               | Oct. 2018 - Oct. 2019 | Salvador               |
| Juan Alfonso Fuentes Soria                  | Oct. 2019 - Jan. 2020 | Guatemala              |
| Nadia Lorena De León Torres                 | Jan. 2020 - Oct. 2020 | Guatemala              |
| Fanny Carolina Salinas Fernández            | Oct. 2020 - Oct. 2021 | Honduras               |
| Guillermo Daniel Ortega Reyes               | Oct. 2021 - Oct. 2022 | Nicaragua              |